# 仲裁
仲裁（ちゅうさい）とは、当事者の合意に基づき、第三者（仲裁人）の判断（仲裁判断）による紛争解決を行う手続をいう。裁判外紛争解決手続（ADR）の一種である。
当事者間における紛争を仲裁に付する旨の合意を仲裁合意という。

## 日本

### 仲裁法に基づく仲裁
仲裁法に基づく一般の仲裁は、民事上の紛争の全部または一部の解決を1人または複数の仲裁人に委ね、その仲裁判断に服する旨の合意（「仲裁合意」と呼ばれる。）に基づいて行われる。すでに生じている紛争について新たに当事者間で仲裁合意を行う場合のほか、例えば何らかの契約の両当事者が、その契約関係において将来生じうる紛争について仲裁に関する条項を盛り込むなどしてあらかじめ合意しておくこともできる。仲裁法第13条第2項により、仲裁合意は書面によってしなければならない。
仲裁人は特に資格を必要とせず、当事者双方の合意で誰でもなることができるが、準裁判官的な役割を担うので、一定の法的素養や公正中立性がおのずから求められるといえる。仲裁合意に基づき、紛争について審理し、仲裁判断を行う機関を仲裁廷という。仲裁人が複数のときは、その合議体が仲裁廷である。
仲裁廷が仲裁判断において準拠すべき法が当事者の合意によって定められていないときは、仲裁廷は、その紛争に最も密接な関係がある国の法令であって事案に直接適用されるべきものを適用しなければならない（仲裁法36条1項、同2項）。
仲裁判断をするには、仲裁判断書を作成し、仲裁人が署名しなければならない。仲裁判断書には判断の理由を記載しなければならないが、当事者間に別段の合意があればその限りでない。
仲裁判断は確定判決と同じ効力があり（仲裁法45条1項）、当事者は拒否することができない。また、控訴や上告等の不服申立ての制度はなく、仲裁がなされたケースについて裁判を起こすことは原則としてできない。
仲裁に関する規定は以前は公示催告手続及ビ仲裁手続ニ関スル法律（現行民事訴訟法制定前は旧民事訴訟法）に置かれていたが、UNCITRALモデル法を元に、2004年（平成16年）に仲裁法が立法された。

### 労働関係
労働関係調整法に一般的規定がある。労働争議調整手段の一つで、最も当事者を強力に拘束するものである。法制定時は労働委員会の総会において行うことになっていたのを、昭和27年の改正法施行により公益委員のみから成る仲裁委員会を設けて行うこととした。その趣旨は、最終的に両当事者を拘束するが如き性質をもつ仲裁裁定を決定するのは、三者構成による総会よりも少数の公益委員からなる仲裁委員会の方が妥当であるとの見地に立つのであるが、第31条の5は仲裁裁定を決定する過程において労使委員の意見を十分反映することが、公正妥当な仲裁裁定が行われる所以であると思われるから、当事者の指名した労、使の委員又は特別調整委員に意見を述べる機会を与えようとする趣旨である（昭和27年8月1日労発133号）。
労働委員会は、以下のいずれかに該当する場合に、仲裁を行う（労働関係調整法第30条）。
- 関係当事者の双方から、労働委員会[注釈 2]に対して、仲裁の申請がなされたとき。
- 労働協約に、労働委員会による仲裁の申請をなさなければならない旨の定がある場合に、その定に基いて、関係当事者の双方又は一方から、労働委員会に対して、仲裁の申請がなされたとき。

労働委員会による労働争議の仲裁は、3人以上の奇数の仲裁委員をもって組織される仲裁委員会を設け、これによって行う（労働関係調整法第31条）。仲裁委員は、労働委員会の公益を代表する委員又は特別調整委員のうちから、関係当事者が合意により選定した者につき、労働委員会の会長が指名する。ただし、関係当事者の合意による選定がされなかったときは、労働委員会の会長が、関係当事者の意見を聴いて、労働委員会の公益を代表する委員（中央労働委員会にあつては、一般企業担当公益委員）または特別調整委員のうちから指名する（労働関係調整法第31条の2）。仲裁委員会は、仲裁委員の過半数が出席しなければ、会議を開き、議決することができない（労働関係調整法第31条の4第2項）。関係当事者のそれぞれが指名した労働委員会の使用者を代表する委員または特別調整委員及び労働者を代表する委員又は特別調整委員は、仲裁委員会の同意を得て、その会議に出席し、意見を述べることができる（労働関係調整法第31条の5）。
仲裁仲裁をなす場合には、仲裁委員会は、関係当事者及び参考人以外の者の出席を禁止することができる（労働関係調整法第32条）。仲裁裁定は、書面に作成してこれを行う。その書面には効力発生の期日も記さなければならない（労働関係調整法第33条）。仲裁裁定は、労働協約と同一の効力を有する（労働関係調整法第34条）。
労働関係調整法第4章（仲裁）の規定は、労働争議の当事者が、双方の合意または労働協約の定により、別の仲裁方法によって事件の解決を図ることを妨げるものではない（労働関係調整法第35条）。
労働委員会がする処分については、行政手続法第2章および第3章の規定は、適用されない（労働組合法第27条の25）。労働委員会がする処分またはその不作為については、審査請求をすることができない（労働組合法第27条の26）。

### 建設・建築契約に関して
建設業法に、中央建設工事紛争審査会および各都道府県建設工事紛争審査会について定めがある。これらの審議会は、建設工事の請負契約に関して、建築関係の専門家が関与する仲裁手続を担当する。
建築業界で広く用いられている標準契約約款等においては、仲裁合意書の様式を設けることにより、契約当事者が仲裁の制度をよく理解した上で仲裁合意をなすことができるよう配慮されている。

### 知的財産
日本知的財産仲裁センターが知的財産を巡る紛争について仲裁を行う。知的財産を巡る国際的な紛争の仲裁については、東京国際知的財産仲裁センターが設置されている。

## 機関仲裁とアドホック仲裁
仲裁には機関仲裁とアドホック仲裁とが存在する。
機関仲裁とは、常設の専門仲裁機関に仲裁を依頼して行われるものである。機関仲裁においては、手続ルールは事件が係属した仲裁機関の規定に基づくことになる。
アドホック仲裁とは、案件ごとに手続ルールを当事者間での合意に基づいて策定して仲裁を行うものである。この場合、手続ルールとしてはUNCITRAL仲裁規則が採用されることが多い。理由としては、当事者が一から手続ルールを決定することは困難であることや、国際連合の加盟国同士の仲裁事案などを参考にできることが考えられる。

## 国際仲裁

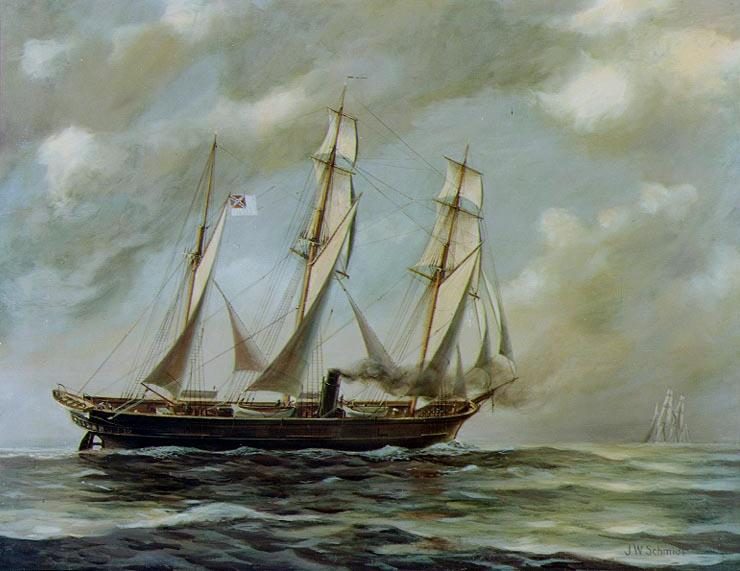
イギリスで建造され南軍に提供されたアラバマ号。

国際商取引における紛争解決には、仲裁が利用される場合が非常に多い。
その理由としては、第1に、1869年にアメリカ合衆国がイギリスに主張したアラバマ号事件を端緒として、1871年にワシントン条約が締結され、スイスのジュネーブに国際仲裁裁判所が創設されたたためである。この条約によりアメリカとイギリスの関係は改善した。
第2に、国際連合国際商取引法委員会の外国仲裁判断の承認及び執行に関する条約、いわゆる「ニューヨーク条約」が、多くの国家によって批准されているからである。なお、日本でも昭和36年に批准されている。
裁判では、特定の国家における判決が、外国では執行できない場合も多いのに対し、仲裁では、ニューヨーク条約の存在から、外国でも承認・執行できる可能性が高い、国際仲裁判断に基づく執行が、当該国の裁判所の判決に基づく執行より容易で、締結国間では裁判所の判決と同等で強制力がある点や、新興国の法整備に不備があったり裁判所の遅延があることが多く、執行がかなり遅れてしまったり、裁判では法廷公開の原則により、営業秘密が漏洩してしまう危険が大きい。
しかし、仲裁では非公開の審理により、情報漏洩の心配が無い、裁判によると必ずしも専門ではない裁判官（陪審制の下では、市民から無作為に選出された陪審員の場合もありうる）によって理不尽な判決が出され、さらに二審制で確定判決まで時間かかってしまうのに対し、仲裁の場合は一審制で、専門分野に精通した法律家による判断を得ることができ、妥当な解決が図られる可能性が高い点が挙げられる。
アジアでは、シンガポールと香港が国際仲裁地として広く利用され、英国法の法律家にとって、巨大なリーガルマーケットにつながると同時に、金融・保険・運輸など関連産業のシナジー効果を発揮しているが、日本が国際仲裁地として利用されることは、まれである。